# M3 37mm砲
M3 37mm砲は、第二次世界大戦でアメリカ軍が使用していた対戦車砲である。アメリカ軍の最初の対戦車砲でもある。

## 概要
M3 37 mm砲は、1930年代に対戦車砲として設計された。アメリカ軍は1930年代、対戦車砲を装備していなかった（それまでM1916 37 mm歩兵砲を使用していた）が、スペイン内戦でのドイツ軍の37 mm対戦車砲の成果を見て、開発に乗り出した。
開発に当たり、参考として、仏オチキス 25 mm対戦車砲と独ラインメタル 37 mm対戦車砲を米国に取り寄せて、1935～37年に試験を行なっている。仏独の対戦車砲より、米国の新型砲の貫通威力が優位であることが確認(砲口初速2,600 ft/s)され、戦車砲としても流用されることになった。
大戦期アメリカ火砲の特徴として、37 mm対戦車砲に限らず、75野から105榴、155榴に至るまで、高速牽引対応でありながら、砲架はサスペンションを持たず、中空ゴムタイヤの柔軟性にのみに緩衝を頼るスタイルであった。米軍では1930年代前半に、M1897野砲の高速牽引対応実験として、サスペンションは無いままに空気入りゴムタイヤを履かせただけのものを試していたが、その程度でも良好な舗装路上で40 km/h程度（路面状況に応じて、未舗装では24 km/h、路外では8 km/hといった具合に抑える）まではいけたことから、合理的に割り切られた模様。
1940年から生産が始まり、1943年までに、約18,000門が生産された。
第二次世界大戦では北アフリカ戦線やイタリア戦線に投入された。37 mm口径の対戦車砲としては砲弾重量が重く、砲弾の初速も高く、優秀な貫通性能を持っていたが、ドイツ戦車の装甲強化についていけず、装甲を撃ち抜けない「ドアノッカー」と化してしまった。このため、1943年には生産が終了し、後継にイギリス製オードナンス QF 6ポンド砲をライセンス生産したM1 57 mm砲が新たに配備された。
太平洋戦域では、日本軍の戦車は防御力でドイツ戦車に大きく見劣りしたため終戦まで使用が続けられており、対戦車戦闘だけでなく榴弾やM2 キャニスター弾を用いての火力支援にも使用された。

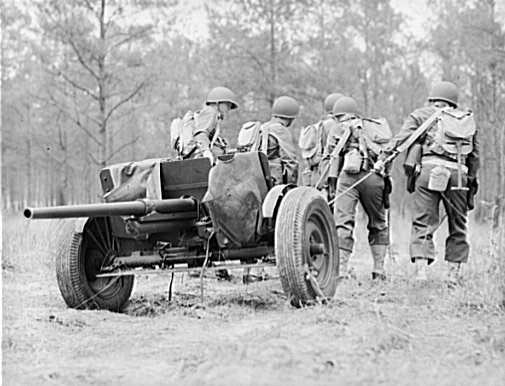
平地であれば5人程度の人員で牽引して移動させることができる

島での戦闘では、5人程度の人力で移動できる軽量な37 mm砲は便利で、キャニスター弾を用いた大型ショットガンとして直接射撃に多用され、日本軍の突撃を破砕したり、射線を遮るジャングルの下生えを刈り取るのにも使われている。
日本軍は、フィリピンで鹵獲した米国製三十七粍対戦車砲(おそらくM1916 37 mm歩兵砲も混ざっている)の内、M3 37 mm砲のことを「ラインメタル式」と呼んだ。

## 運用国

### 現用
- ドミニカ共和国 - 2024年時点で、ドミニカ共和国陸軍が20門のM3を保有[1]。

## バリエーション

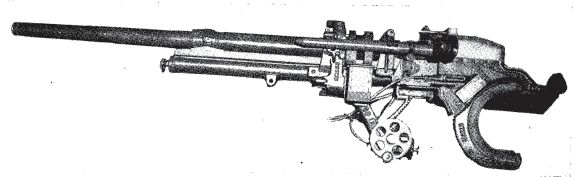
M5 37 mm 戦車砲。軽戦車の主砲として使用された

M3 37mm砲は戦車砲としても使用されており、短砲身化されたM5（50口径）と従来の砲身長のM6（53.5口径）がある。
- 対戦車砲
- 試作型

T3
初期試作品。
T7
半自動式水平鎖栓式のプロトタイプ。
T8
螺式のプロトタイプ。
T10
1938年にM3として正式採用された垂直鎖栓式。
- 生産型

M3
基本形。牽引式。手動閉鎖器付き。
M3A1（1942）
マズルブレーキを取り付けるために砲身先端にネジが切られた型。ただし、マズルブレーキが支給されることはなかった。
M5（1939）
短砲身化された戦車搭載型。基本的構造は牽引砲のままなので、駐退復座機が砲塔外に露出している。
M6（1940）
M3と同じ砲身長の戦車搭載型。半自動閉鎖器付き。駐退復座機を砲塔内に収納するように改良した。
- 車両搭載砲

T1、T1E1
試作品。
T5
最終試作品、M4として正式採用される。
M4
最初の量産型。
M4A1
1942年に改良された。

## 搭載車輛
- M2軽戦車：M5
- M2中戦車：M5
- M3 スチュアート：M5
- M3A1/A3 スチュアート：M6
- M5軽戦車：M6
- M22 ローカスト：M6
- M3 リー/グラント（砲塔部主砲）：M5またはM6
- LVT(A)-1：M6
- M8 グレイハウンド：M6
- T17E1 スタッグハウンド：M6

車載砲としても多くの車輛に搭載された。
- ジープ：37mm車載砲 T2
- フォード 4x4 "Swamp Buggy"：37mm車載砲 T8
- ウィリス 6x6 "Super Jeep"：37mm車載砲 T13, T14
- ダッジ3/4トン4x4トラックWC-55 "M6 Fargo"：37mm車載砲 T21/M4/M6
- フォード 3/4トン4x4カーゴキャリア：37mm車載砲 T33
- M3A1E3 スカウトカー

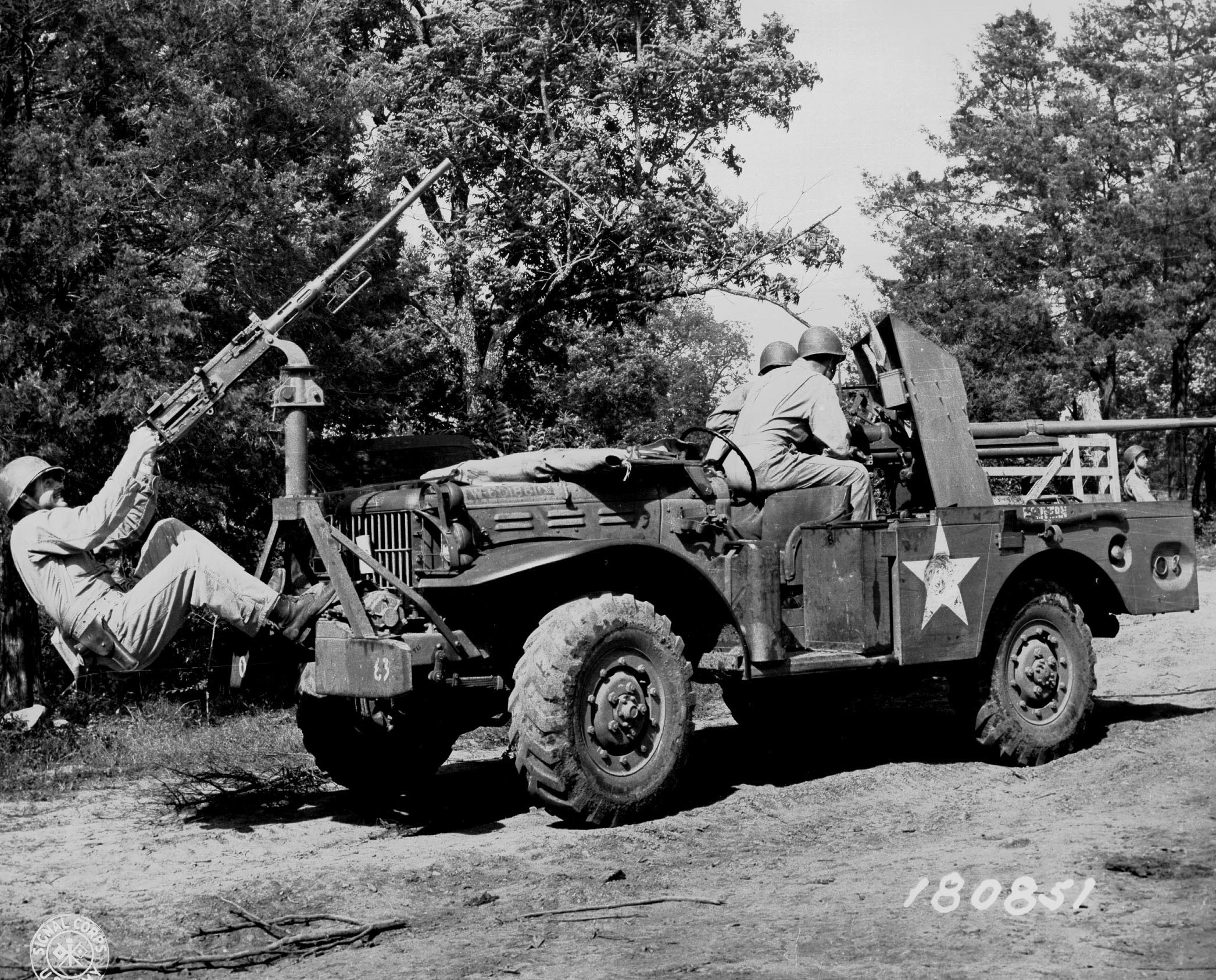
M6 ファーゴに搭載された37mm砲
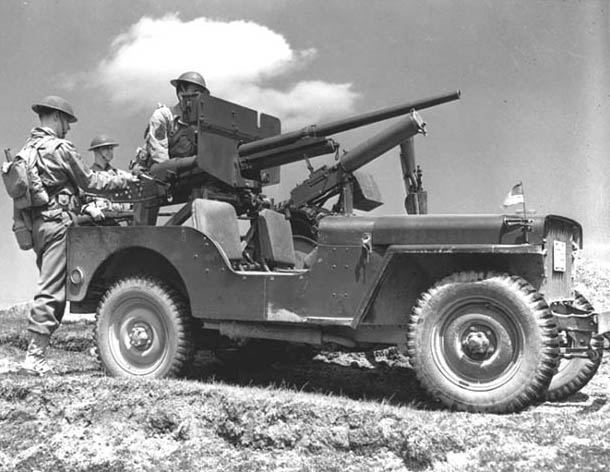
ウィリス MBに搭載された37mm砲

## 弾種
M3は、37x223mmR弾薬を使用していた。
| Available ammunition      |                                         |                                 |             |                       |
| 種類                      | 型番                                    | 重量, kg（完備弾重量/弾頭重量） | 内容物      | 初速, m/s（M3&M6/M5） |
| 徹甲弾                    | M74徹甲弾                               | 1.51/0.87                       | -           | 884/870               |
| APCBC-T                   | APC M51 Shot                            | 1.58/0.87                       | -           | 884/870               |
| 榴弾                      | M63榴弾                                 | 1.42/0.73                       | TNT, 39g    | 792 / 782             |
| 榴弾                      | HE Mk II Shell                          | 1.23/0.56                       |             |                       |
| キャニスター弾            | M2 キャニスター弾                       | 1.58/0.88                       | 122発の散弾 | 762/752               |
| 曳光弾                    | TP M51 Shot                             | 1.54/0.87                       | -           |                       |
| 擬製弾（APC M51と同形状） | Drill Cartridge M13                     | 1.45/0.87                       | -           | -                     |
| 擬製弾（HE M63と同形状）  | Drill Cartridge T5                      | 1.45/0.73                       | -           | -                     |
| 空砲                      | Blank Cartridge 10-gage with adapter M2 | 0.93/-                          | -           | -                     |

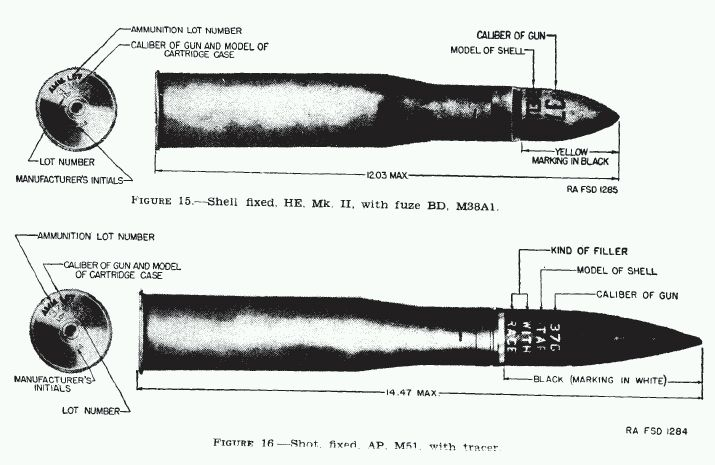
Mk II 榴弾（上）と M51 徹甲弾（下）
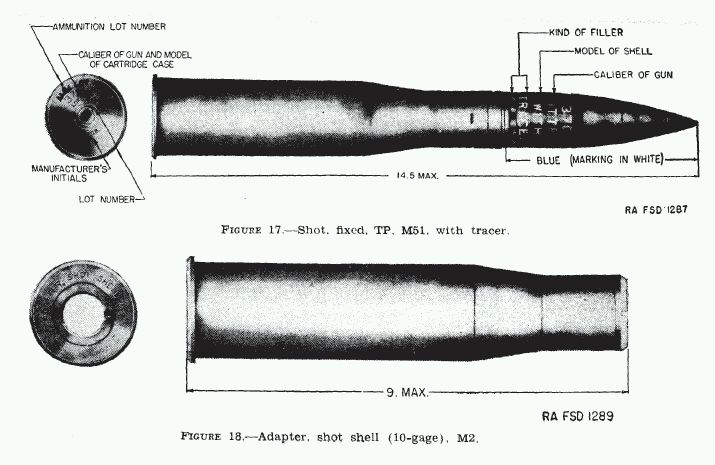
M51 曳光弾（上）とM2 空砲アダプター（下）

## 装甲貫通力
| 装甲貫通力一覧表, M3または M6                                                                                |            |              |                |                |
| 弾種（命中角度）                                                                                             | 500yd/457m | 1,000yd/914m | 1,500yd/1,371m | 2,000yd/1,828m |
| M74徹甲弾（0°）                                                                                              | 36         |              |                |                |
| M74徹甲弾（20°）                                                                                             |            | 25           |                |                |
| APC M51弾（0°）                                                                                              | 61         |              |                |                |
| APC M51弾（20°）                                                                                             |            | 53           |                |                |
| APC M51弾（30°, 圧延装甲）                                                                                   | 53         | 46           | 40             | 35             |
| APC M51弾（30°, 表面硬化装甲）                                                                               | 46         | 40           | 38             | 33             |
| 註：装甲に対する貫通力の試験基準・方法は各国や時代によって異なるため、他の砲と単純に比較することはできない。 |            |              |                |                |

M5の貫通力は、どの距離でもおおむね3mmずつ低かった。